# موراي بيرهيا
موراي ديفيد بيرهيا (بالإنجليزية: Murray Perahia)‏ (من مواليد 19 أبريل 1947) هو عازف بيانو وقائد فرقة موسيقية أمريكي.

## روابط خارجية
- موراي بيرهيا على موقع IMDb (الإنجليزية)
- موراي بيرهيا على موقع الموسوعة البريطانية (الإنجليزية)
- موراي بيرهيا على موقع مونزينجر (الألمانية)
- موراي بيرهيا على موقع ميوزك برينز (الإنجليزية)
- موراي بيرهيا على موقع أول ميوزيك (الإنجليزية)
- موراي بيرهيا على موقع ديسكوغز (الإنجليزية)